# Daniel Jeanne Wyttenbach
Daniel Jeanne Wyttenbach, geborene Gallien (* 29. Dezember 1773 in Hanau; † 27. April 1830 in Oegstgeest) war eine Intellektuelle mit deutschschweizerisch-französischem Familienhintergrund und erste Ehrendoktorin der Universität Marburg. Sie erscheint in der Literatur auch mit eingedeutschtem Vornamen als Johanna Wyttenbach.

Wyttenbach heiratete 1817 im Rahmen einer „Versorgungsehe“ ihren weitaus älteren Onkel Daniel Wyttenbach, Altphilologe und Professor an der Universität Leiden, dem sie zuvor viele Jahre lang den Haushalt geführt hatte. Sie war – zumeist in französischer Sprache – literarisch aktiv und unterstützte von Paris aus materiell und publizistisch den Freiheitskampf der Griechen. Für ihren Einsatz wurde ihr die Mitgliedschaft in der Société hellénique pour la propagation des lumières en Grèce zuteil. In Marburg stiftete sie am 26. August 1828 ein Stipendium 

„zur Beförderung des philologischen und medicinischen Studiums, so wie zum Zwecke größerer Geschicklichkeit und Ausbildung der Hebammenschülerinnen auf der Kurfürstlich Hessischen Landes-Universität Marburg und um zugleich der erwähnten Universität für die mir bei deren dritten Säcularfeier ertheilte philosophische Doctorwürde einen Beweis meiner Erkenntlichkeit zu geben, auch wegen besonderer Anhänglichkeit zu meinem lieben Vaterland [Kurhessen]“

 Ihr literarisches Œuvre – ästhetische und popularphilosophische Schriften – ist an antike Vorbilder angelehnt und über Strecken eine Hommage an den Ehemann, einen damals berühmten Gräzisten. Zu ihren bekanntesten Werken gehören u. a. Théagéne, Banquet de Léontis, Alexis und Symposiaques, ou propos de table. Aus heutiger Sicht könnte ihre Erzählung Histoire de ma petite chienne Hermione, in der sie Kritik an der unzulänglichen Mädchenerziehung der Zeit äußert, unsere Aufmerksamkeit erlangen. In Marburg erinnert ein Straßenname an die Mäzenin aus Oegstgeest.